# Star Wars: The Clone Wars (videojuego de 2002)
Star Wars: The Clone Wars (en español La Guerra de las Galaxias: Las Guerras Clon) es un videojuego de Star Wars basado en los eventos posteriores a la batalla de Geonosis. Parte en ese planeta y hay diversos tipos de misiones. 

## Desarrolladores
El juego fue desarrollado por Pandemic Studios y distribuido por Lucas Arts para las consolas PlayStation 2 de Sony, GameCube de Nintendo y Xbox de Microsoft y para PC. Star Wars: The Clone Wars fue liberado para PlayStation 2 y Nintendo GameCube el 28 de noviembre de 2002 y más tarde, el 22 de abril de 2003 fue liberado para Xbox.

## Ambientación
Los lugares que aparecen en las películas son, principalmente: Kashyyyk y Geonosis (Episodio II). Pero hay más planetas que no son mencionados en la película y sin embargo son de gran importancia.

## Jugabilidad
En el juego se destaca la jugabilidad, las misiones muy bien realizadas y el juego multijugador.
Se basa prácticamente en naves, aunque, también tiene grandes combates terrestres muy bien imaginados. No se menciona a Darth Vader, pero se insinúa una confusión en Anakin Skywalker. Aparecen los wookiees, los gungans (Episodio I) en varios planetas, puesto que tienen desde Naboo hasta Yavin IV.